# Amerikansk småspov
Amerikansk småspov (Numenius hudsonicus) är en spov som häckar i Nordamerika. Den behandlas traditionellt som underart till småspoven (Numenius phaeopus) men har nyligen urskiljts som egen art efter genetiska studier.

## Utbredning och systematik
Amerikanska småspoven häckar i Alaska och Kanada. Den delas in i två underarter med följande utbredning:
- Numenius hudsonicus rufiventris – Alaska och nordvästra Kanada
- Numenius hudsonicus hudsonicus – området kring Hudson Bay till nordöstra Kanada

Den påträffas tillfälligt i Europa, med ett 50-tal fynd på Azorerna, men även i Storbritannien, Irland, Madeira, Norge, Island och Spanien.

### Artstatus
Den behandlas traditionellt som en del av småspoven, men är avvikande utseendemässigt och även genetiskt. Vissa taxonomiska auktoriteter, som International Ornithological Congress (IOC) urskiljer den därför numera som egen art.

## Status och hot
Internationella naturvårdsunionen IUCN erkänner den ännu inte som egen art, varför dess hotstatus inte bedömts.